# Loggerheads
Loggerheads is een civil parish in het bestuurlijke gebied Newcastle-under-Lyme, in het Engelse graafschap Staffordshire met 1.359 inwoners.